# Catherine Zell
Pour les articles homonymes, voir Zell.
Œuvres principales
Entschuldigung (1524)
Catherine Zell, née Schütz en 1497 ou 1498 à Strasbourg et morte le 5 septembre 1562 dans la même ville, était l'épouse de Matthieu Zell. Elle s'est distinguée durant la Réforme protestante strasbourgeoise par sa verve, son non-conformisme religieux et son engagement dans les œuvres charitables.

## Biographie

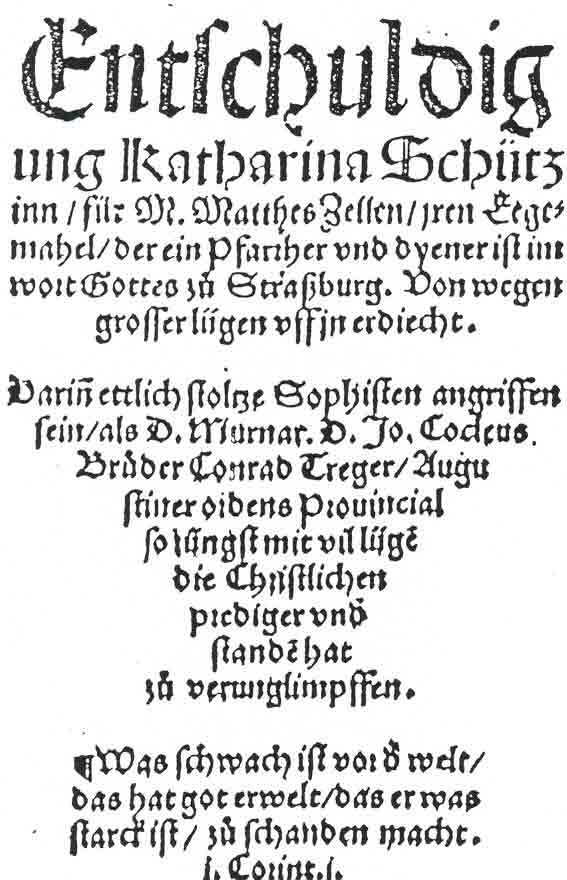
Page de titre de l'apologie de Catherine Zell, qui justifie son mariage avec Matthieu Zell (1524).

Catherine Schütz est née entre le 15 juillet 1497 et le 15 août 1498 d'Elisabeth Gerster et d'un menuisier, Jacob Schütz. Elle passe toute sa jeunesse à l'ombre de la cathédrale, rue du Sanglier. Ses parents l'emmènent régulièrement écouter les sermons de Jean Geiler de Kaysersberg, qui lui font grande impression. Elle a la chance d'apprendre à lire et à écrire et elle se montre tellement intéressée par la Bible imprimée que son père a achetée que, chose exceptionnelle pour une jeune fille de l'époque, elle a le droit de la lire. Elle n'est guère douée en latin, n'ayant jamais suivi de cours, mais elle semble le comprendre. Très tôt, elle décide de consacrer sa vie à Dieu et pense rester célibataire. 
Elle se convertit à la nouvelle doctrine en 1521 ou 1522, ayant elle-même lu les écrits de Martin Luther et étant passionnée par les sermons de Matthieu Zell, le curé de la cathédrale de Strasbourg. Elle accepte la demande en mariage de ce dernier, bien qu'il soit prêtre. La cérémonie eut lieu le 3 décembre 1523 et le couple est béni par Martin Bucer.
À partir de ce moment et jusqu'à sa mort, elle accueille dans sa maison des réfugiés de toute sorte, en particulier lors de la Guerre des paysans, mais aussi des personnes de renom, comme Zwingli ou Œcolampade. Elle prend très souvent la défense des opprimés et se refuse à appartenir à un véritable courant religieux, ce qui lui permet de prêter l'oreille aux membres de la Réforme radicale, comme en témoigne sa grande tolérance vis-à-vis des anabaptistes. Elle se lie d'une amitié durable avec Caspar Schwenckfeld et n'hésite pas à rendre visite à Melchior Hoffman pendant son emprisonnement. Elle écrit beaucoup et est l'une des rares femmes à avoir publié des livres au XVIe siècle en Alsace, avec Argula von Grumbach et Marie Dentière, qu'elle connait et qu'elle apprécie.
On peut juger de l'importance de Catherine Zell à Strasbourg au fait que près d'une soixantaine de documents d'époque la mentionnent. Les personnalités de la ville jugent toutefois que Catherine Zell parle trop et qu'elle se mêle souvent de sujets qui ne la regardent pas. Bucer s’était montré particulièrement sévère à ce propos. Il affirme en effet, dans une lettre datée du 16 novembre 1533, que Matthieu Zell est « gouverné par sa femme » et que celle-ci était une personne « déchaînée qui s’aime [trop] elle-même ». Matthieu, s'il n'était pas toujours de l'avis de sa femme, était effectivement très tolérant envers elle. Sans cet appui, jamais elle n'aurait pu s'exprimer ainsi publiquement. 
Lorsque son époux décède en janvier 1548, c’est Martin Bucer qui se charge de prononcer le discours de remise à Dieu. Elle-même prononce un discours devant sa tombe. Comme elle vit très mal son veuvage, Bucer lui organise un séjour à Bâle et à Zurich, la confiant à ses collègues suisses en tant que « veuve de notre [collègue] Zell, une femme pieuse et sainte qui vient à vous, [voir] si peut-être elle peut trouver quelque adoucissement dans sa souffrance ». Lorsque quelques mois plus tard, Bucer est condamné à l'exil du fait de l'Intérim d'Augsbourg, Catherine Zell se charge de lui rendre la pareille : elle lui offre son foyer comme refuge pendant trois semaines avant son départ pour l'Angleterre, tout comme l’avait fait son époux lors de l’arrivée des Bucer à Strasbourg.
À la mort d'Hédion, elle devient l'une des dernières figures de la première génération de réformateurs et s'efforce, malgré son âge, de contrer la rigueur doctrinale de la seconde génération. Les prédicateurs ne cessent de critiquer ses relations avec les « hérétiques ». Cependant, elle n'hésite pas à prononcer la prédication aux enterrements de deux partisanes de Schwenckfeld, Felicitas (l'épouse du médecin Jean Winther d'Andernach) et sa sœur Elisabeth. Les réformateurs de la seconde génération dénoncèrent ces actes, mais le Magistrat ne réagit pas, invoquant l'état de santé de la veuve. 
Catherine Zell finit par être emportée par la maladie le 5 septembre 1562. Sous l’ordre de Jean Marbach, les autorités religieuses de la ville se disent prêtes à procéder à son enterrement, à condition d’évoquer la part hérétique de sa foi. Les amis de la défunte, outrés, s’adressent alors à Konrad Hubert, ami de longue date des Zell, pour célébrer les funérailles. Devant le refus de ses collègues pasteurs, malgré sa position délicate au sein de l'Église, Hubert célébra l’enterrement de Catherine Zell devant plus de deux cents personnes, le 6 septembre. 
Elle est la seule femme de la Réforme qui ait pu s'exprimer publiquement durant une si longue période, de 1524 à 1562, certainement grâce à l'atmosphère de tolérance qui était caractéristique de Strasbourg pendant la première génération de réformateurs.

## Œuvres
Catherine Zell fit paraître en son nom cinq textes, soit plus que son mari, ce qui est plutôt rare pour l'époque. Ces textes sont de natures diverses, certains sont polémiques sur le plan religieux, d'autres visent plutôt à l'édification des croyants. 

### Lettres
Elle entretenait de nombreuses correspondances, notamment avec les grands noms de la Réforme, comme Luther. On sait également qu'elle écrivait beaucoup à Ambroise Blaurer, Melchior Ambach, Conrad Pellican, Martin Bucer et Paul Fagius. On a pu conserver plusieurs de ses lettres grâce à leur publication par Zell elle-même. À ce jour, on a recensé en tout trente lettres.
- Lettre de consolation adressée aux femmes de Kentzingen, chassées à cause de leur foi, 22 juillet 1524
- Lettre à Gaspard Schwenckfeld (1553) qui, du fait de sa longueur, ressemble fortement à un traité
- Correspondance avec Louis Rabus(1557), au caractère largement polémique étant donné que Rabus, surintendant à Ulm, était un représentant engagé de l'orthodoxie luthérienne [5]
- Lettre à Félix Ambruster (1558), proche à la fois du genre de la lettre de réconfort (le destinataire étant condamné à l'isolement du fait de sa maladie) et de celui d’un commentaire purement théologique (avec un commentaire didactique des Psaumes 51 et 130 et du Notre Père).

### Autres écrits
- Une apologie (Entschuldigung Katharina Schutzinn, für Matthes Zellen,jren Eegemahel) pour justifier son mariage avec Matthieu Zell, adressée à Thomas Murner, Jean Cochlaeus et Conrad Treger (septembre 1524). Elle y écrit « Ils [les évêques et le Magistrat] condamnent les prêtres mariés ; mais aucun ne s'attaque au plus grand de tous les péchés, la sodomie, qu'ils ont protégé d'un commun accord »[11].
- La préface au recueil de cantiques de Michael Weisse (Von Chrsito Jesu [...] Lobgesäng), dont elle adapta également certaines mélodies (1534).